# Rhein-Neckar Air
Rhein-Neckar Air (RNA) est une  compagnie aérienne virtuelle basée à l'aéroport de Mannheim . Les vols sont commercialisés par Rhein-Neckar Air et opérés par MHS Aviation.

## Histoire
Après la disparition de Cirrus Airlines en janvier 2012, il n'y avait plus d'opérations aériennes régulières à l'aéroport de Mannheim. Sous l'impulsion d'entreprises de la région Rhin-Neckar (dont SAP, Heidelberg Cement et Südzucker ), l'association pour la promotion de la reprise des opérations aériennes régulières (City Airport Mannheim e. V.) a fondé la Rhein-Neckar Air GmbH, créée le 10 mars 2014 a commencé ses liaisons aériennes avec des vols de jour vers Berlin-Tegel.

## Destinations
Rhein-Neckar Air offre des vols réguliers de Mannheim à Berlin et Hambourg. L'accent est mis sur les voyageurs de classe Affaire. Au cours de la pandémie de Covid-19, les vols réguliers vers les deux villes ont été suspendus au printemps 2020 en raison de la baisse rapide du nombre de passagers. La liaison avec Berlin-Tegel a été brièvement reprise en septembre 2020, mais a été suspendue jusqu'à nouvel ordre après seulement quelques jours de vol. En outre, RNA dessert également l'île de Sylt en mer du Nord depuis 2017. Les vols sont  proposés quatre fois par semaine (les mercredis, vendredis, samedis et dimanches) à l'été 2019. Depuis mai 2021, la connexion à Sylt est la seule route actuellement desservie les mercredis, samedis et dimanches. En raison de la forte demande, Sylt est desservi depuis le 8 juin 2019 depuis Kassel, dans la saison d'été 2021 les mercredis et samedis.

## Flotte
Rhein-Neckar Air affrète trois Dornier 328 de MHS Aviation pour les opérations aériennes. Cette dernière compagnie effectue les vols pour le compte de la RNA et fournit à la fois l'équipage et le personnel de cabine. Selon la définition légale, Rhein-Neckar est une compagnie aérienne virtuelle car elle ne possède pas son propre certificat d'opérateur aérien (AOC - Airline Operator Certificate). Toutefois, RNA agit exclusivement en tant que partenaire contractuel des passagers.